# Humble Pie Classics Volume 14
Albums de Humble Pie
Best of Humble Pie
(1982) Hot n' Nasty: The Anthology 1994
(1994)
Humble Pie Classics Volume 14 est un album de compilation du groupe de rock anglais, Humble Pie. Il est sorti en 1987 dans le cadre de la série Classics qui fêtait le 25e anniversaire du label A&M Records.
Cette compilation est sorti uniquement aux États-Unis et au Japon, où elle figure au numéro 13 des Classics Series.
Les albums As Safe as Yesterday Is (sorti chez Immediate Records) et Street Rats (1975) ne sont pas représentés sur cette compilation. La reprise de Ray Charles, I Don't Need a Doctor est celle qui figure sur l'album en concert enregistré en 1971 au Fillmore East de New York.

## Musiciens
- Steve Marriott: chant, guitares, claviers, claviers
- Greg Ridley: basse, chœurs
- Jerry Shirley: batterie, percussions, chœurs
- Peter Frampton: chant, lead guitare, guitares (titres 2, 5, 6, 9, 11 & 13)
- Clem Clempson: lead guitare, guitares, chœurs

## Liste des titres
| No  | Titre                                                      | Auteur                                                     | De l'album                             | Durée |
| --- | ---------------------------------------------------------- | ---------------------------------------------------------- | -------------------------------------- | ----- |
| 1.  | C'mon Everybody                                            | Jerry Capehart, Eddie Cochran                              | Smokin', 1972                          | 5:12  |
| 2.  | Stone Cold Fever                                           | Peter Frampton, Steve Marriott, Greg Ridley, Jerry Shirley | Rock On, 1971                          | 4:09  |
| 3.  | Black Coffee                                               | Ike Turner, Tina Turner                                    | Eat It, 1973                           | 3:10  |
| 4.  | Hot'n' Nasty                                               | Mariott                                                    | Smokin', 1972                          | 3:20  |
| 5.  | Shine On                                                   | Frampton                                                   | Rock On, 1971                          | 3:02  |
| 6.  | Natural Born Woman (titre américain de Natural Born Bugie) | Marriott                                                   | single, 1969                           | 4:14  |
| 7.  | 30 Days in a Hole                                          | Marriott                                                   | Smokin', 1972                          | 3:57  |
| 8.  | Get Down It                                                | Marriott                                                   | Eat It, 1973                           | 3:25  |
| 9.  | I Don't Need No Doctor                                     | Nick Ashford, Valerie Simpson, Jo Armstead                 | Performance Rockin' the Fillmore, 1971 | 9:02  |
| 10. | Honky Tonk Women                                           | Mick Jagger, Keith Richards                                | Eat It, 1973                           | 3:57  |
| 11. | Take Me Back                                               | Frampton                                                   | Town and Country, 1969                 | 4:54  |
| 12. | I Can't Stand the Rain                                     | Ann Peebles, Don Bryant, Bernard Miller                    | Thunderbox, 1974                       | 4:14  |
| 13. | Live with Me                                               | Frampton, Marriott, Ridley, Shirley                        | Humble Pie, 1970                       | 7:52  |